# ラージャスターンの丘陵城塞群
ラージャスターンの丘陵城塞群（ラージャスターンのきゅうりょうじょうさいぐん）は、インドのラージャスターン州に残る6つの城塞を対象とする、UNESCOの世界遺産リスト登録物件である（ID247）。8世紀から18世紀までのラージプート諸王国の繁栄を伝える建物であり、その建築と文化的伝統上の意義が評価されて登録された。また、この物件の登録までの経緯は、世界遺産の申請から登録まで手順を改訂することにもつながった。ラージャスターンの丘陵要塞群ほか、日本語名の表記には若干の揺れがある（後述）。

## 構成資産
それぞれの時代や地勢を代表する以下の6件が登録されている。これらの城塞には王宮のほか、交易所や市街地、ヒンドゥー教やジャイナ教（異教扱いだったが信徒の経済力から重んじられた）の宗教建築などが残り、政治の中心というだけでなく、文化や学問の中心としても機能した。

### チットールガル城
チットールガル城 (Chittorgarh Fort, ID 247rev-001) は、チットールガルに残る城塞である。かつてメーワール王国の首都であり、15世紀の王クンバーが改築した宮殿跡、クンバーが建てたストリンガー・チョーリ寺院（ジャイナ教の寺院）や勝利の塔（ヴィジャイ・スタンバ）、13世紀の名誉の塔（キルティ・スタンバ）などのほか、ミーラー・バイ寺院（ヒンドゥー教）、ラーニー・パドミニ宮殿なども残る。ラーニー・パドミニ（王妃パドミニ）は、その美しさゆえに、手に入れようと目論んだハルジー朝のアラー・ウッディーン・ハルジーのチットールガル攻囲を招いたという伝説が残る。伝説の当否はともかく、チットールガルは首都だったがゆえに度々の攻撃にさらされ、特に14世紀から16世紀のイスラーム勢力による攻囲では、戦いで犠牲になった男性たちだけでなく、名誉のために自決した女性たちの命も多く失われた。16世紀にはムガール帝国のアクバルによって陥落させられたが、その後も激しい抵抗が続けられた。
構成資産に選ばれた理由は、8世紀以来の古い建造物群が残っていること、そして3度の攻囲戦も含めてラージプートの歴史などに密接に結びついていることなどである。世界遺産としての登録面積は305 ha、緩衝地域は440 haである。

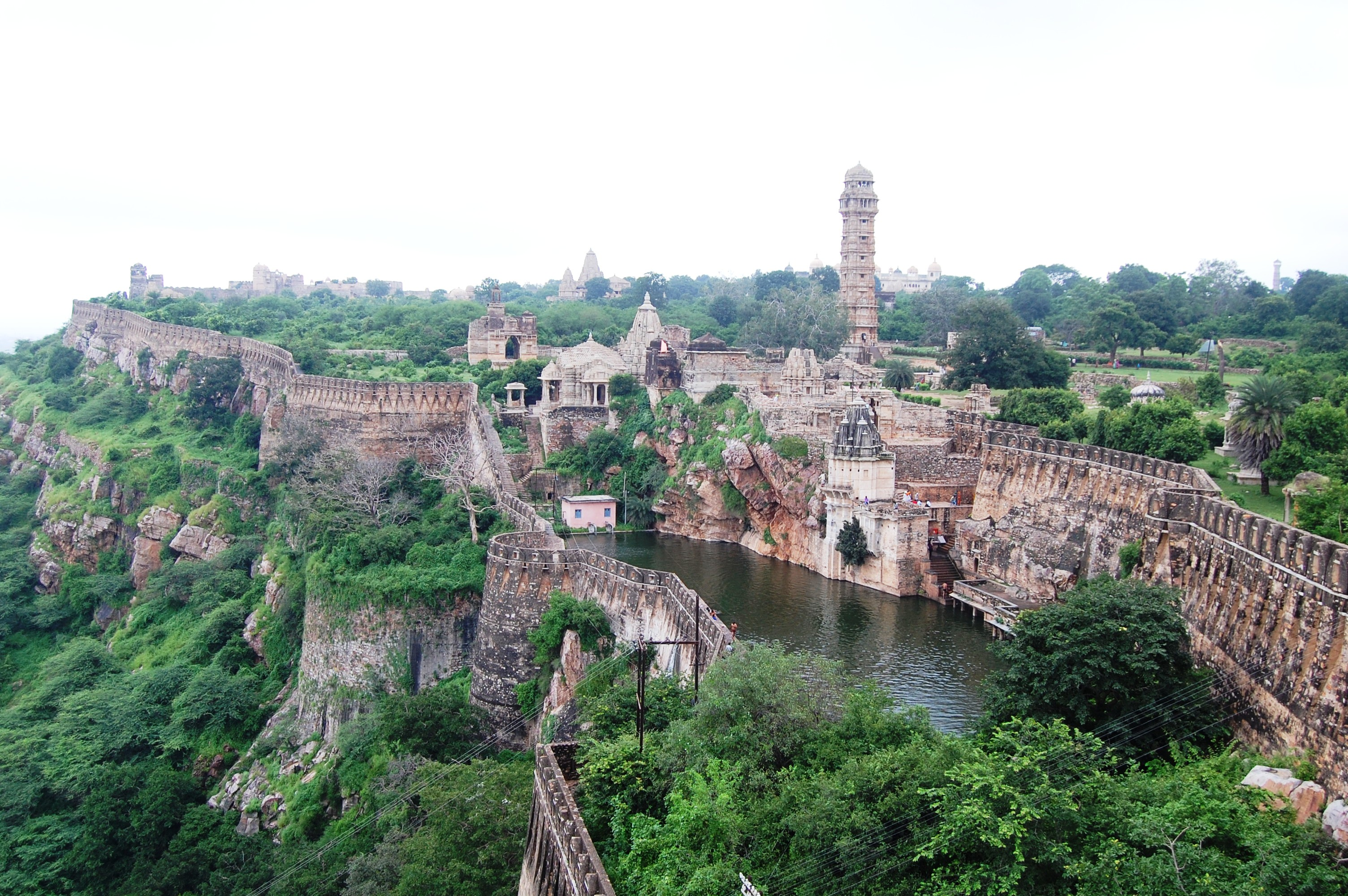
チットールガル城遠景
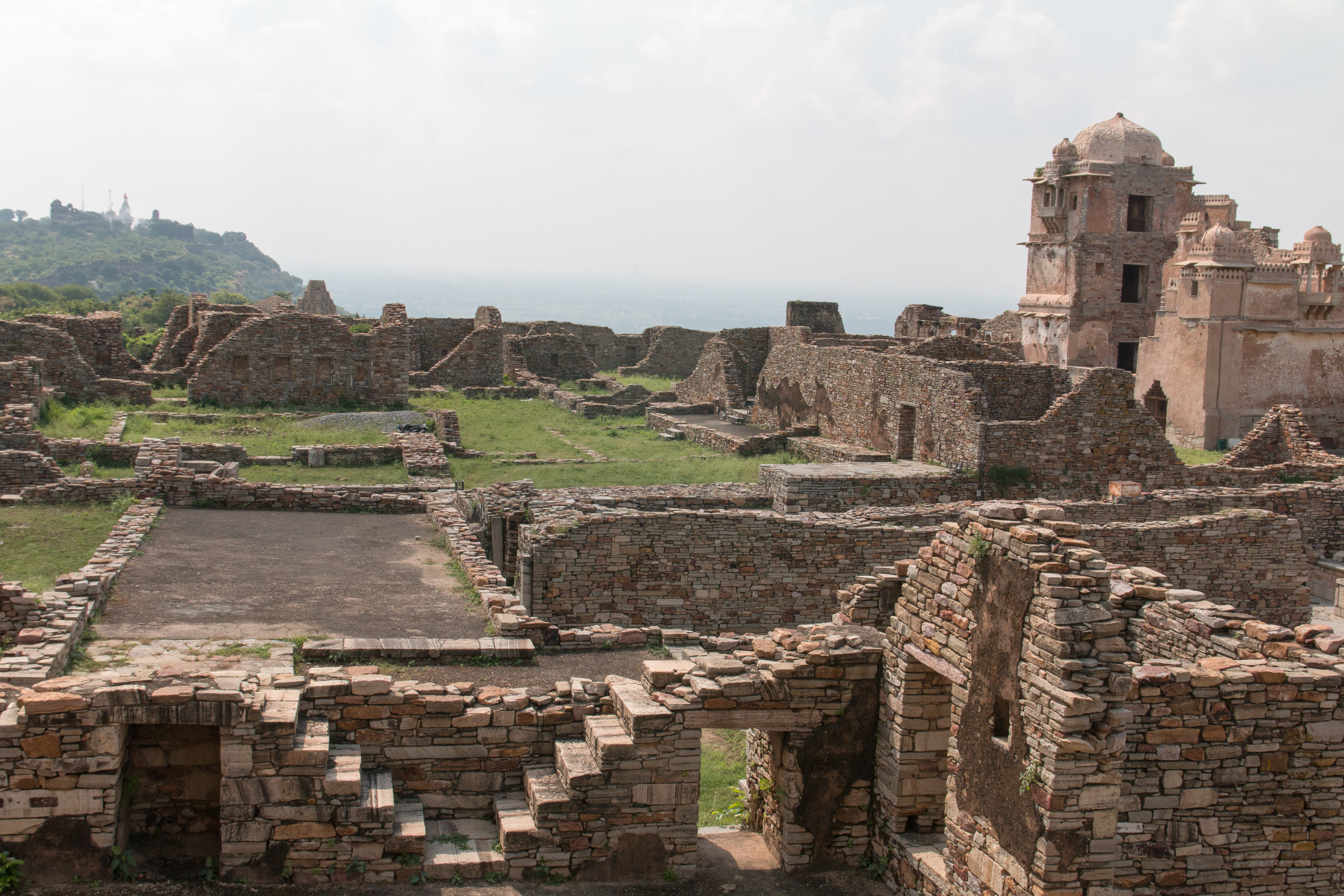
クンバーの宮殿跡
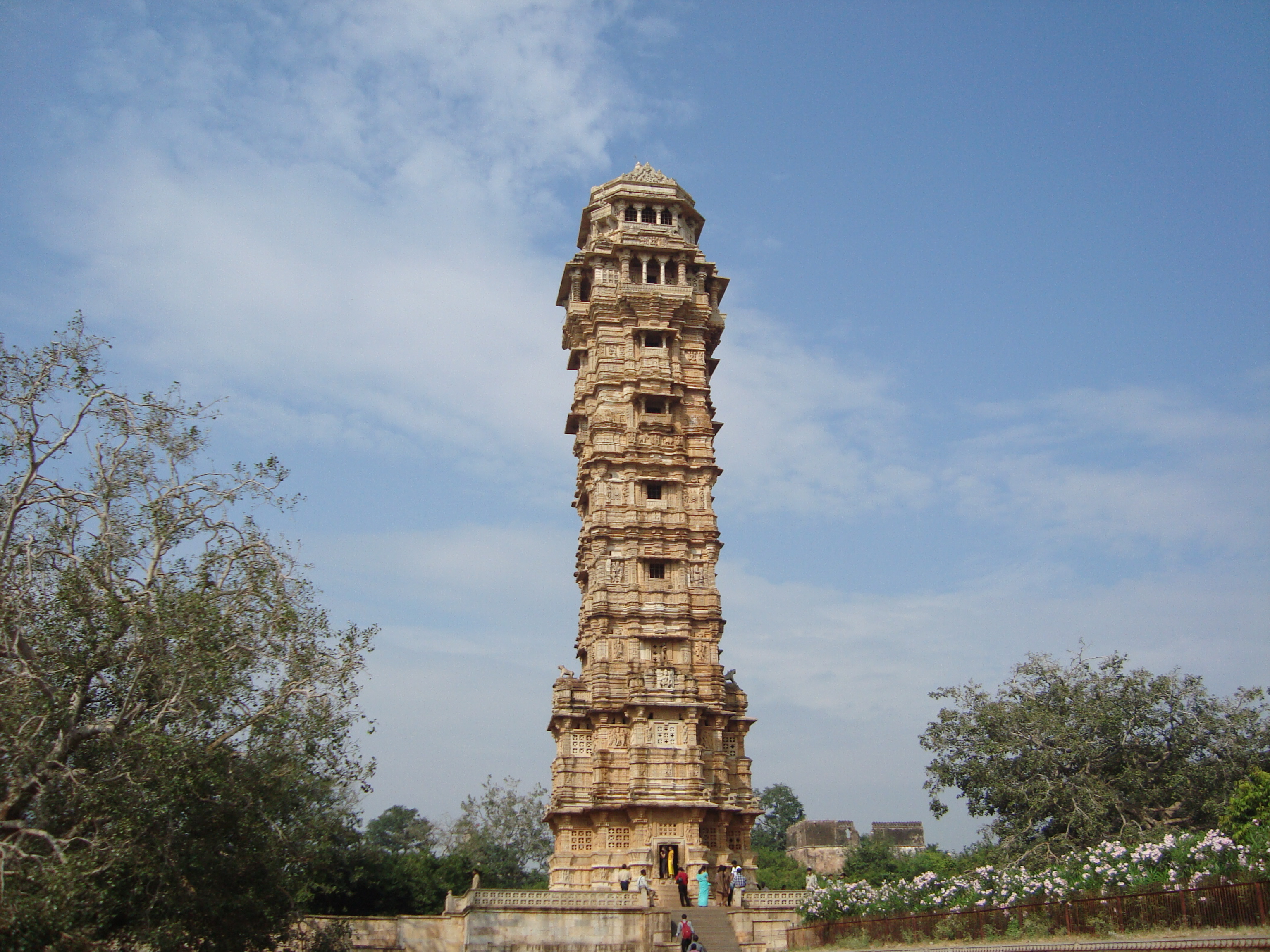
勝利の塔（ヴィジャイ・スタンバ（英語版））
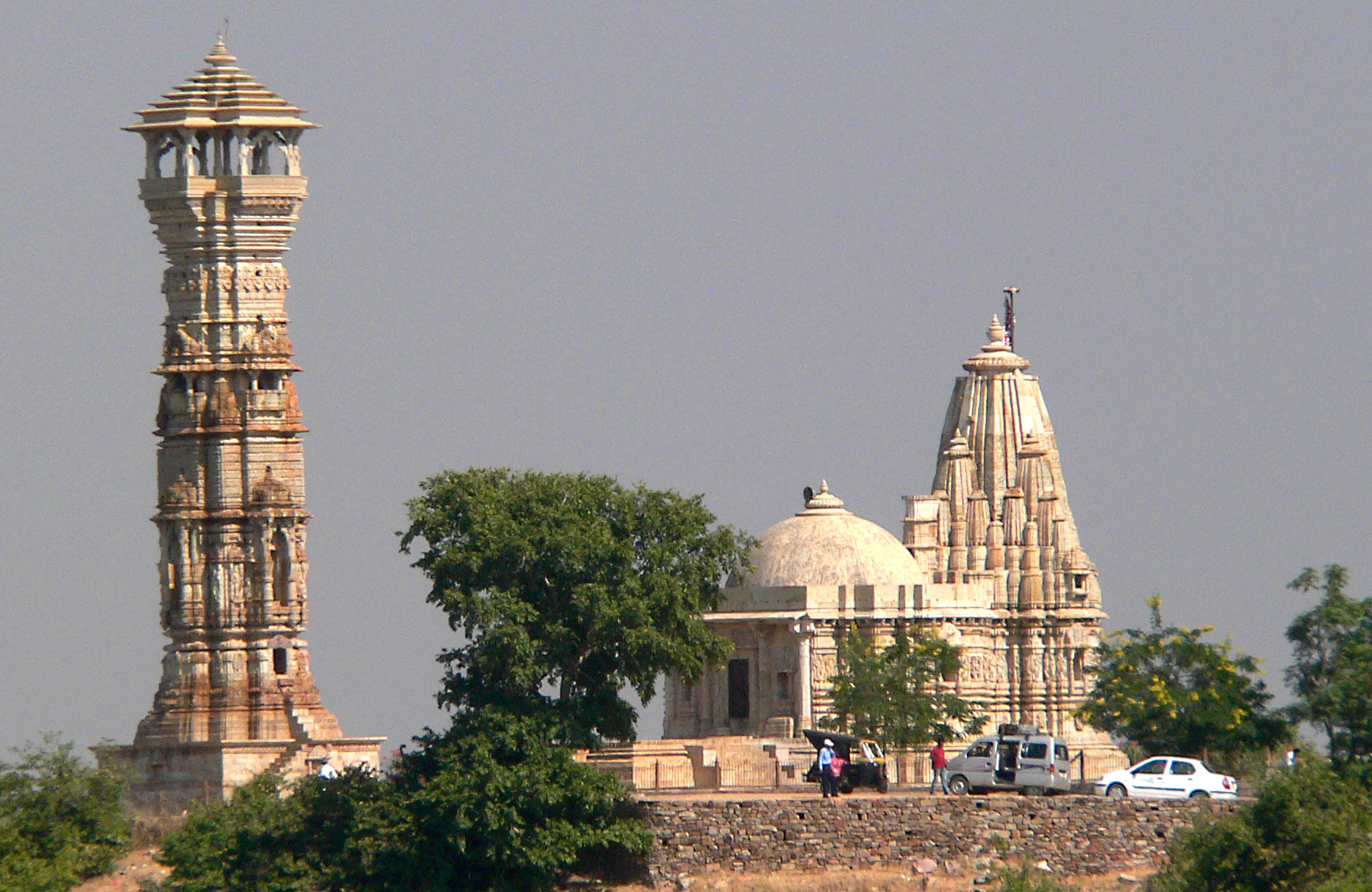
名誉の塔（キルティ・スタンバ（英語版））
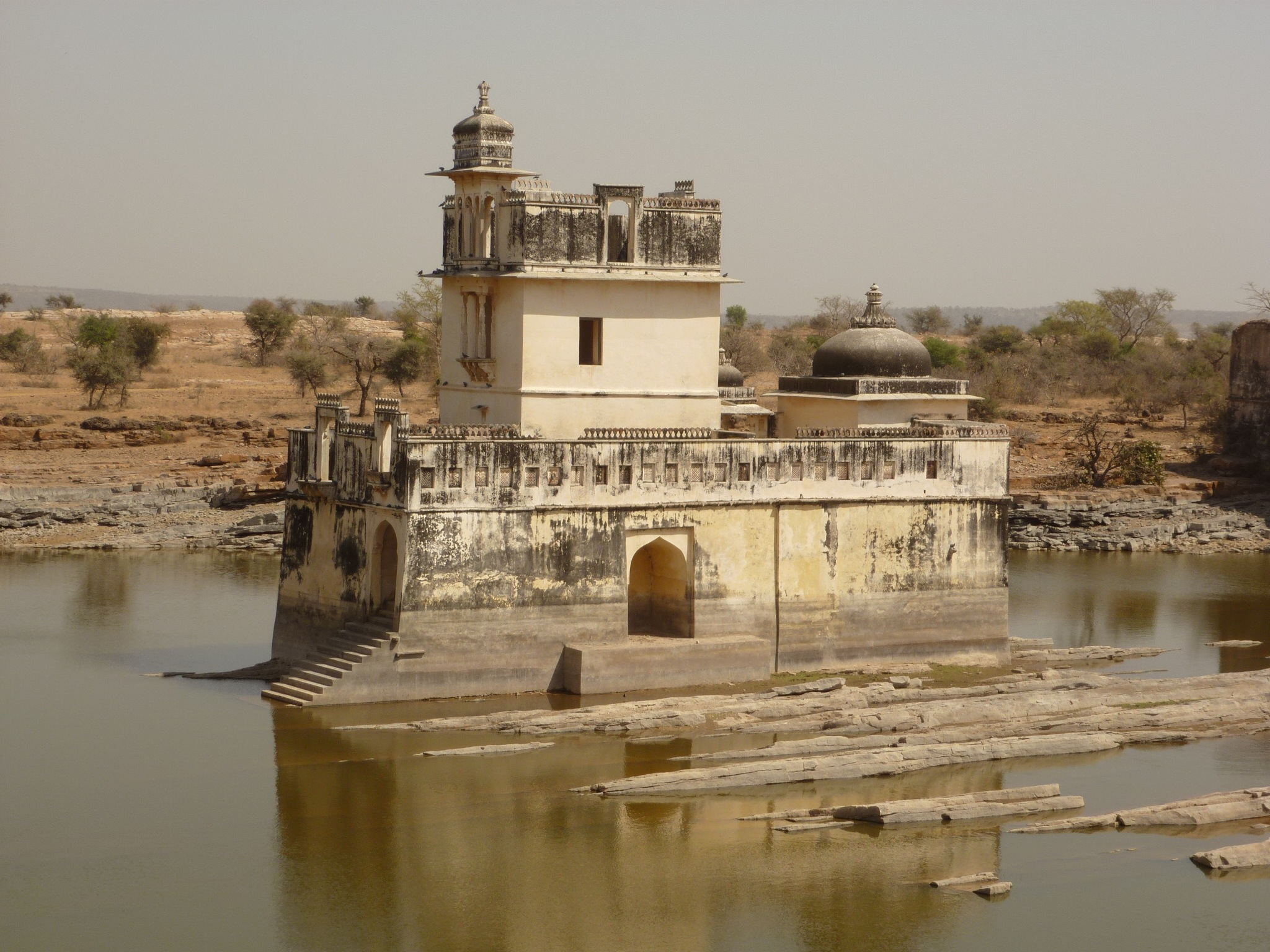
ラーナー・パドミニ宮殿

### クンバルガル城
クンバルガル城 (Kumbhalgarh Fort, 247rev-002) はウダイプルの北西約80 kmに位置する城塞で、総延長約20 kmの城壁は、インド最長、世界第3位とされる。クンバーが1443年から1458年に建設した城塞であり、宮殿地区の中心部バダル・マハル、ヒンドゥー教のニールカント・マハーデーヴ寺院、城門の一つであるラーム・ポール門と近傍のヴェディ寺院群などが残る。
構成資産に含まれた理由は、時代ごとに段階的に形成されたものではなく、単一の工程で作り上げられた城塞という点などである。世界遺産としての登録面積は268 ha、緩衝地域は1,339 haである。

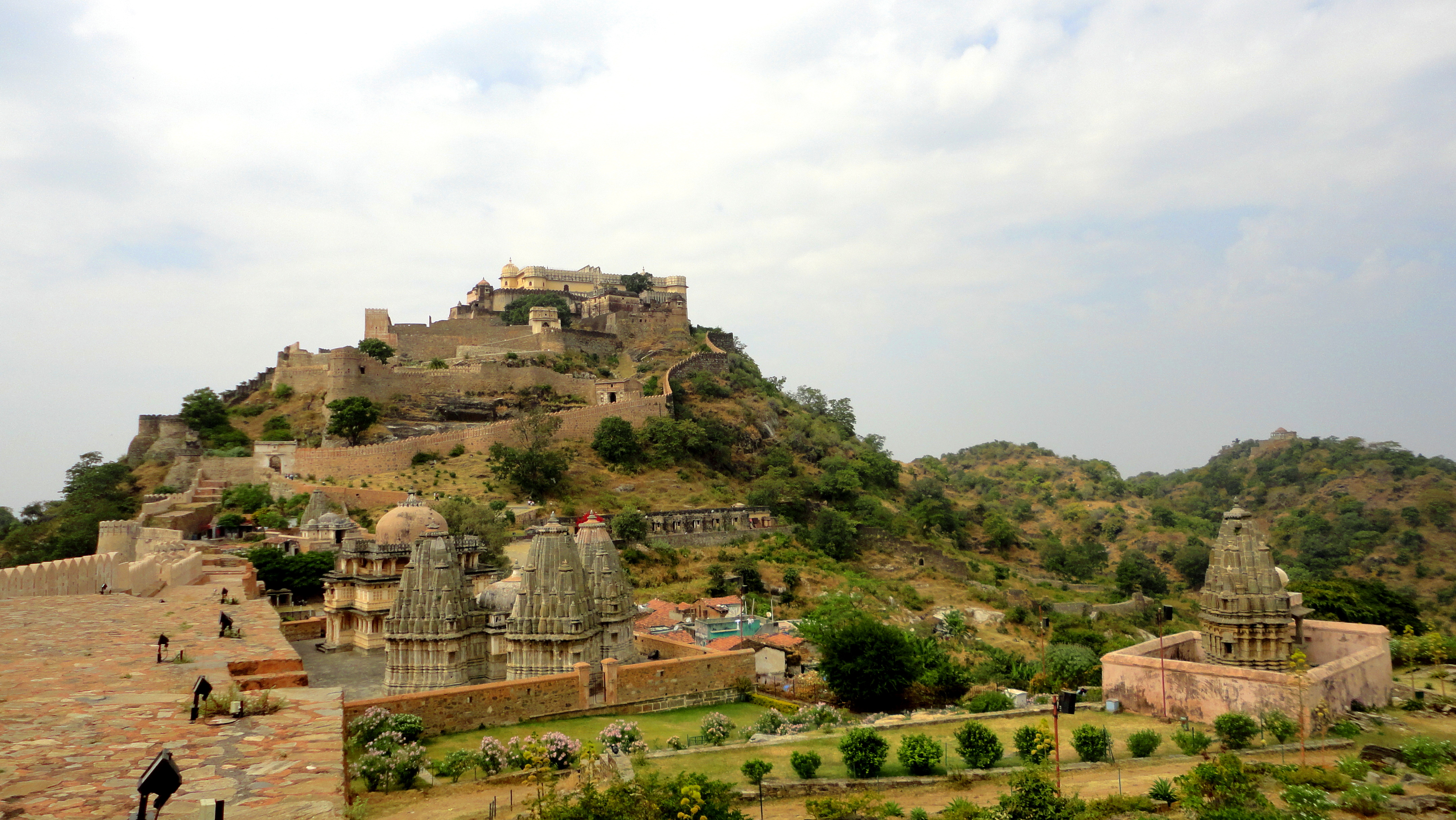
クンバルガル城遠景
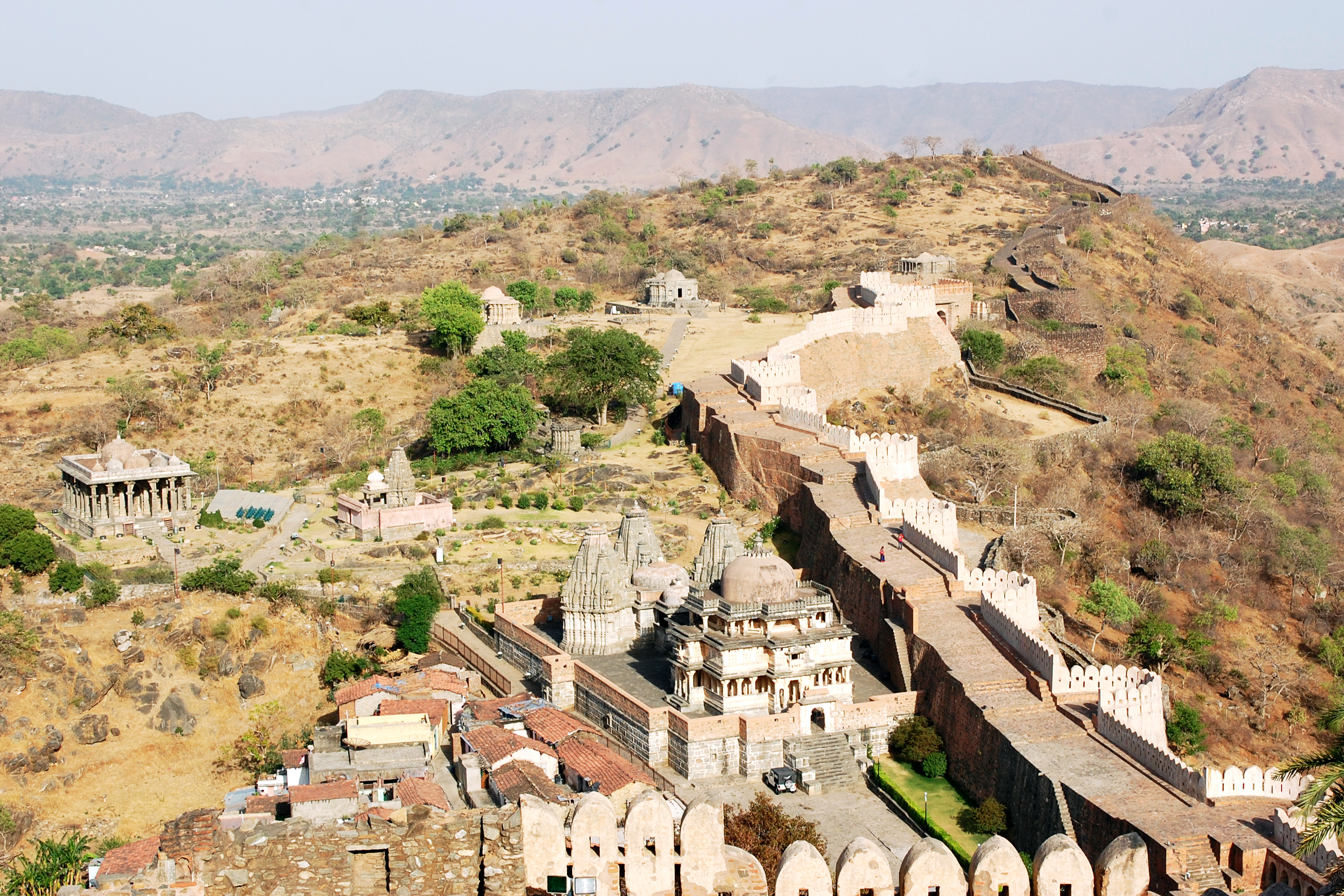
空から見た城壁
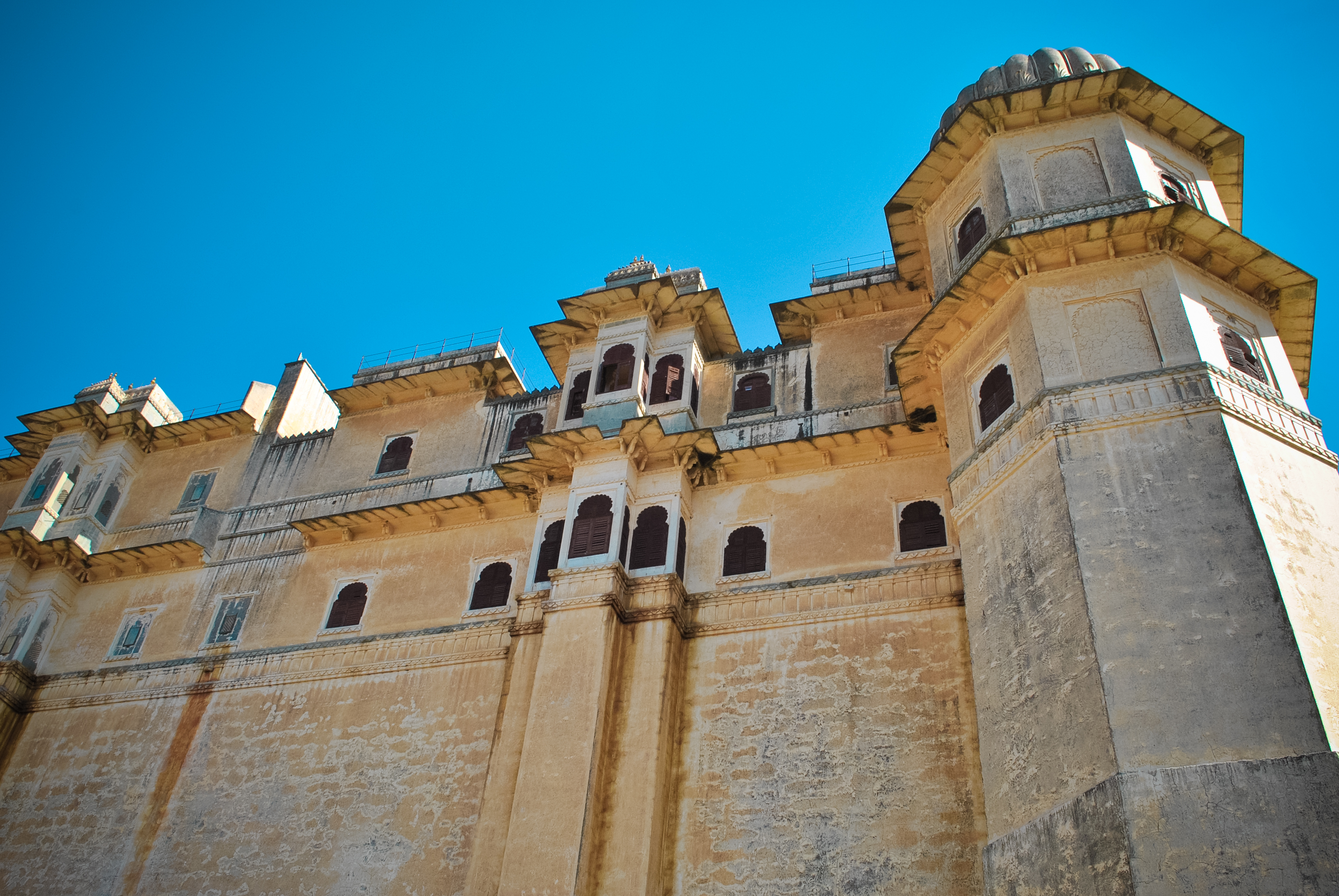
バダル・マハル
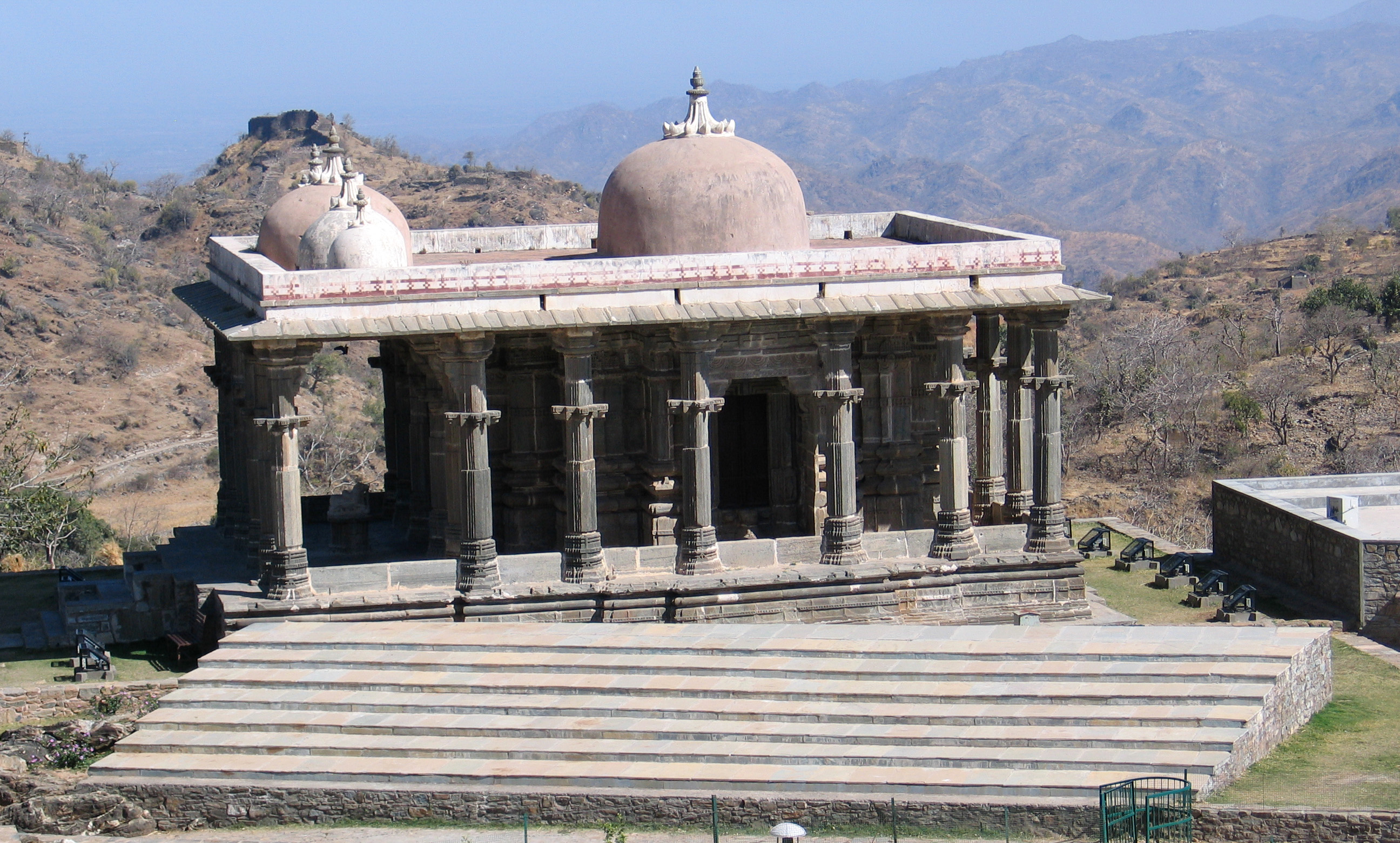
ニールカント・マハーデーヴ寺院
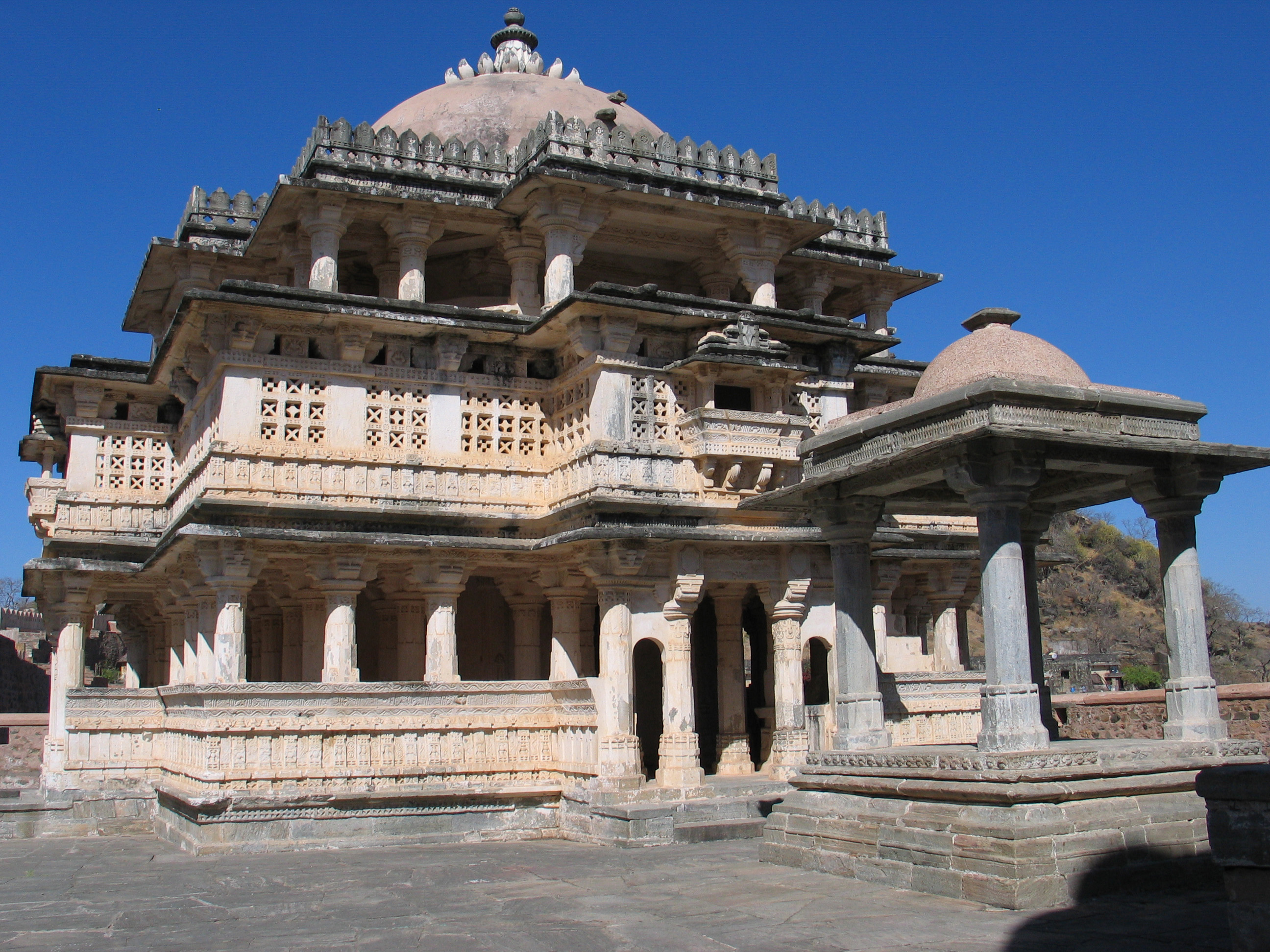
ヴェディ寺院群

### ランタンボール城
ランタンボール城 (Ranthambore Fort, ID247rev-003) は、ベンガルトラの保護区であるランタンボール国立公園内に残る10世紀の山城で、最寄の町はサワーイー・マードープルである。王宮跡やガネーシュ寺院などが残る。
構成資産に含まれた理由は、他の丘陵城塞と異なり、森林の中に築かれたことなどが挙げられる。世界遺産登録面積は102 ha、緩衝地域は372 haである。

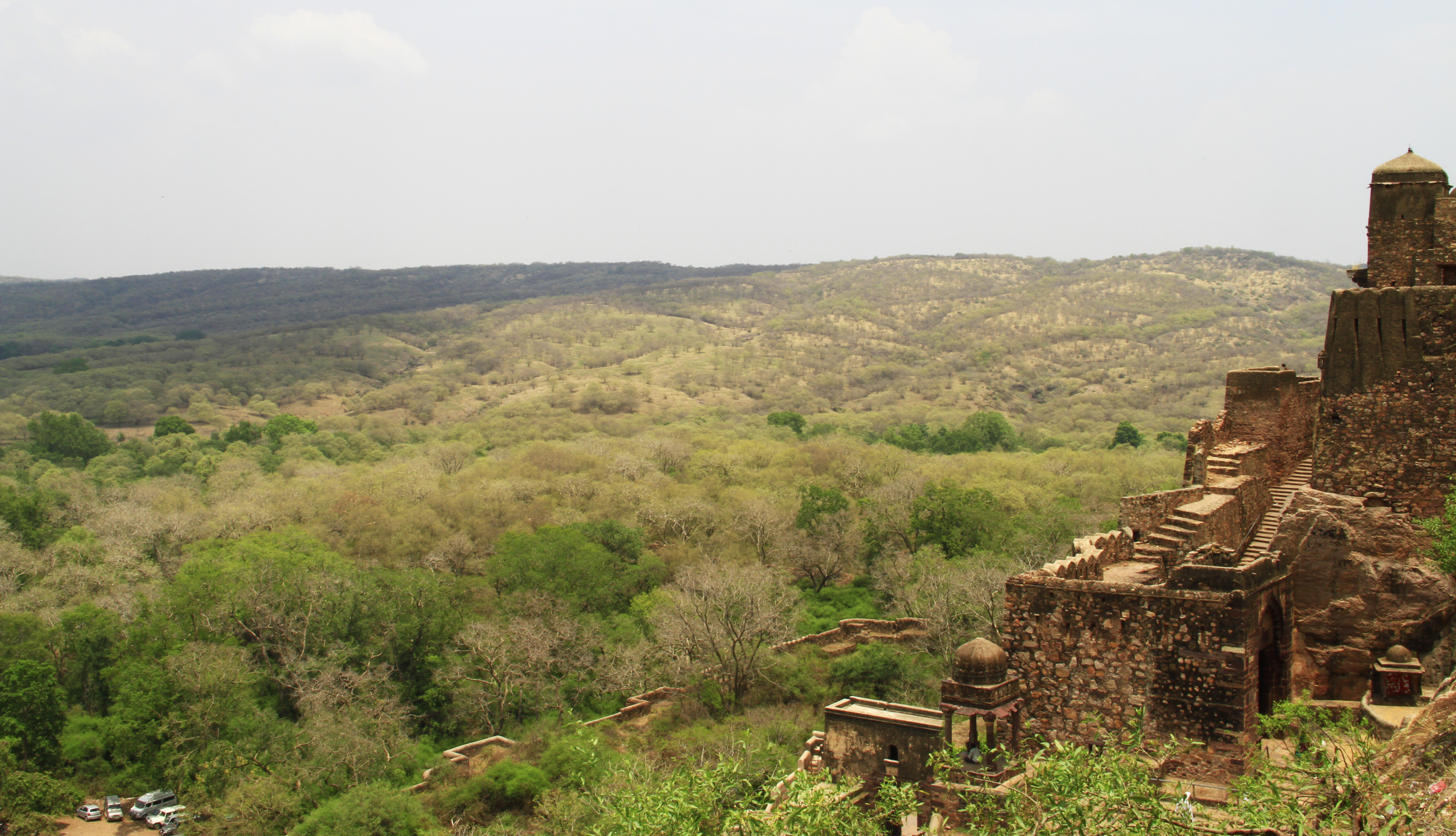
ランタンボール城と周辺の森林景観
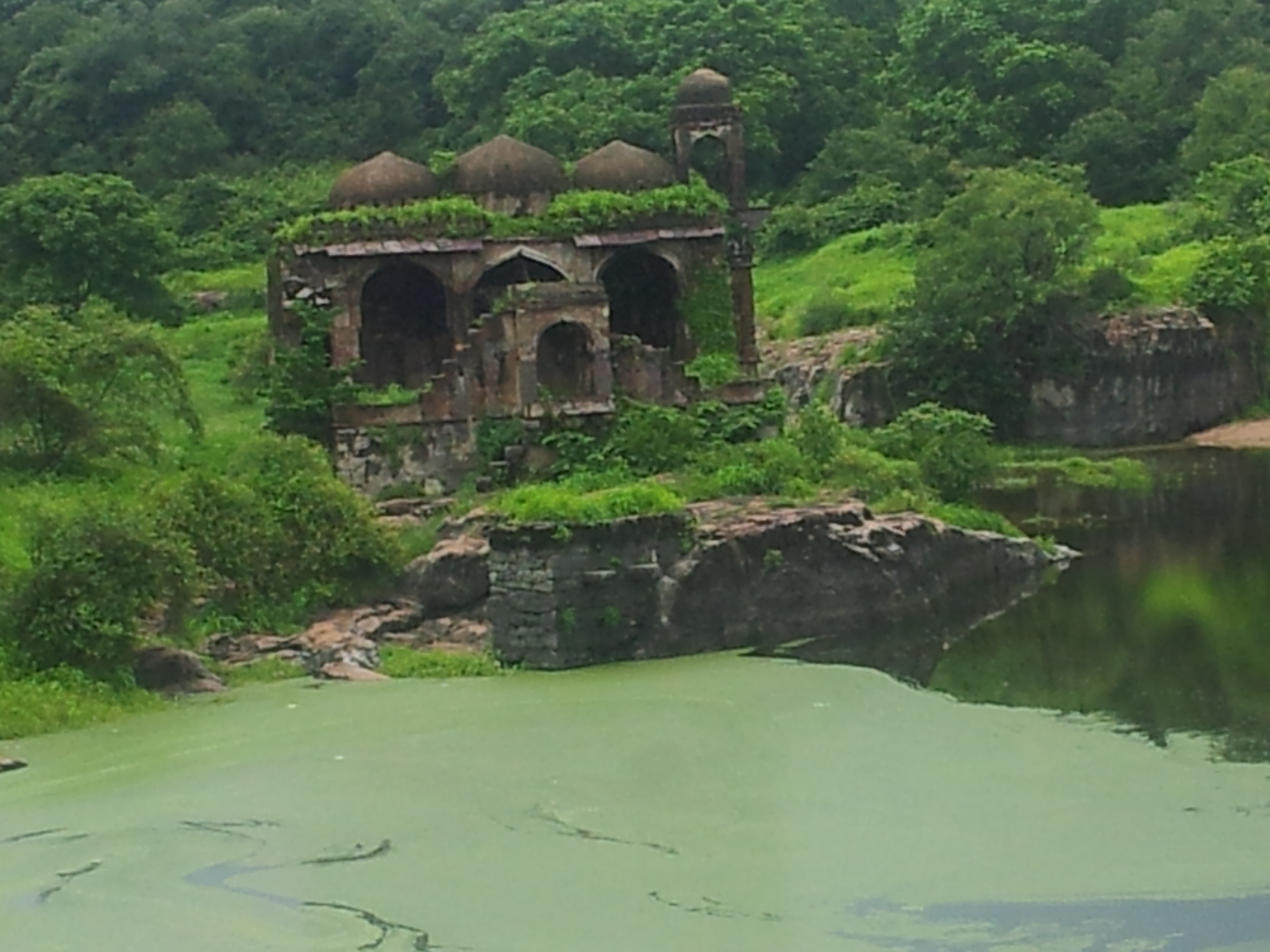
ランタンボール城のバダル・マハル
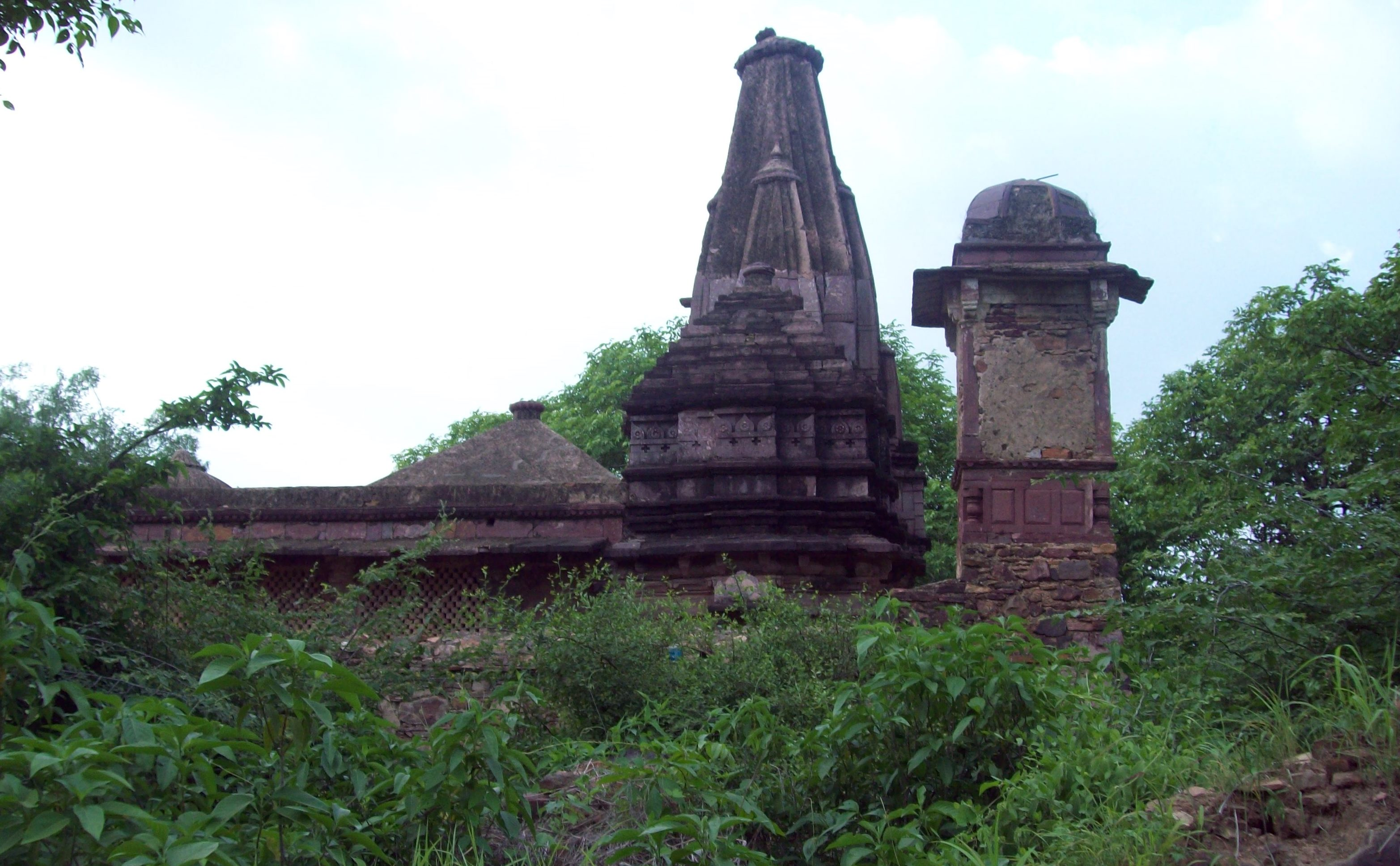
城塞内のジャイナ教寺院

### ガグロン城
ガグロン城 (Gagron Fort, ID247rev-004) は、ジャーラーワールの北東およそ10 kmに位置する城塞で、今なお300人ほどが暮らしている。2つの川の合流点に築かれ、12世紀の建築様式を反映しているが、現存する王宮や一部のヒンドゥー教寺院などは18世紀以降に建造されたものである。
構成資産に含まれた理由は、この城塞が、川を防衛に取り入れて構成されていることなどによる。世界遺産としての登録面積は23 ha、緩衝地域は722 haである。

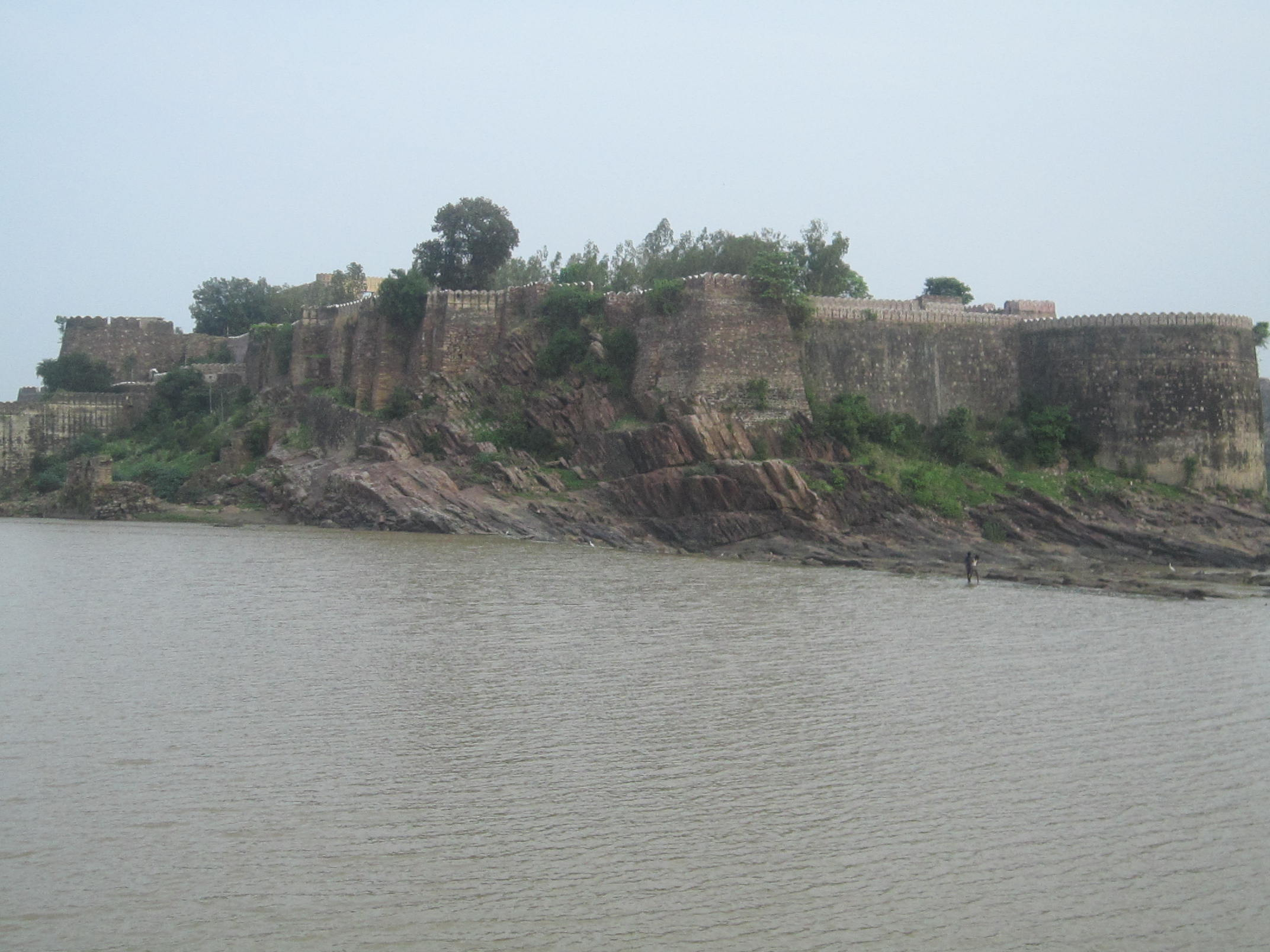
ガグロン城

### アンベール城
アンベール城 (Amber Fort, ID247rev-005) はラージャスターン州の州都ジャイプルの北東11 km に位置する城塞で、アンベールがアンベール王国の首都だった16世紀に建設が始まった。その後の改築は100年以上に及ぶ。鏡の装飾が美しい「鏡の間」や庭園の設計には幾何学模様が見られ、ムガル帝国傘下の時代におけるイスラーム建築の影響も指摘される。ガネーシャ門（ガネーシャ・ポール）は「世界で最も美しい門」という評価もある。
構成資産に含まれた理由は、「ラージプート＝ムガル宮廷様式」(Rajput-Mughal court style) の盛期を代表する建築物という点などである。世界遺産登録面積は30 ha、緩衝地域は 498 ha である。なお、このアンベール城を見下ろす山上にジャイ・シング2世が1726年に建設したジャイガール城（ジャイガル要塞）が残るが、これを世界遺産に含めるかどうかをめぐり、第37回世界遺産委員会では議論になった（後述）。

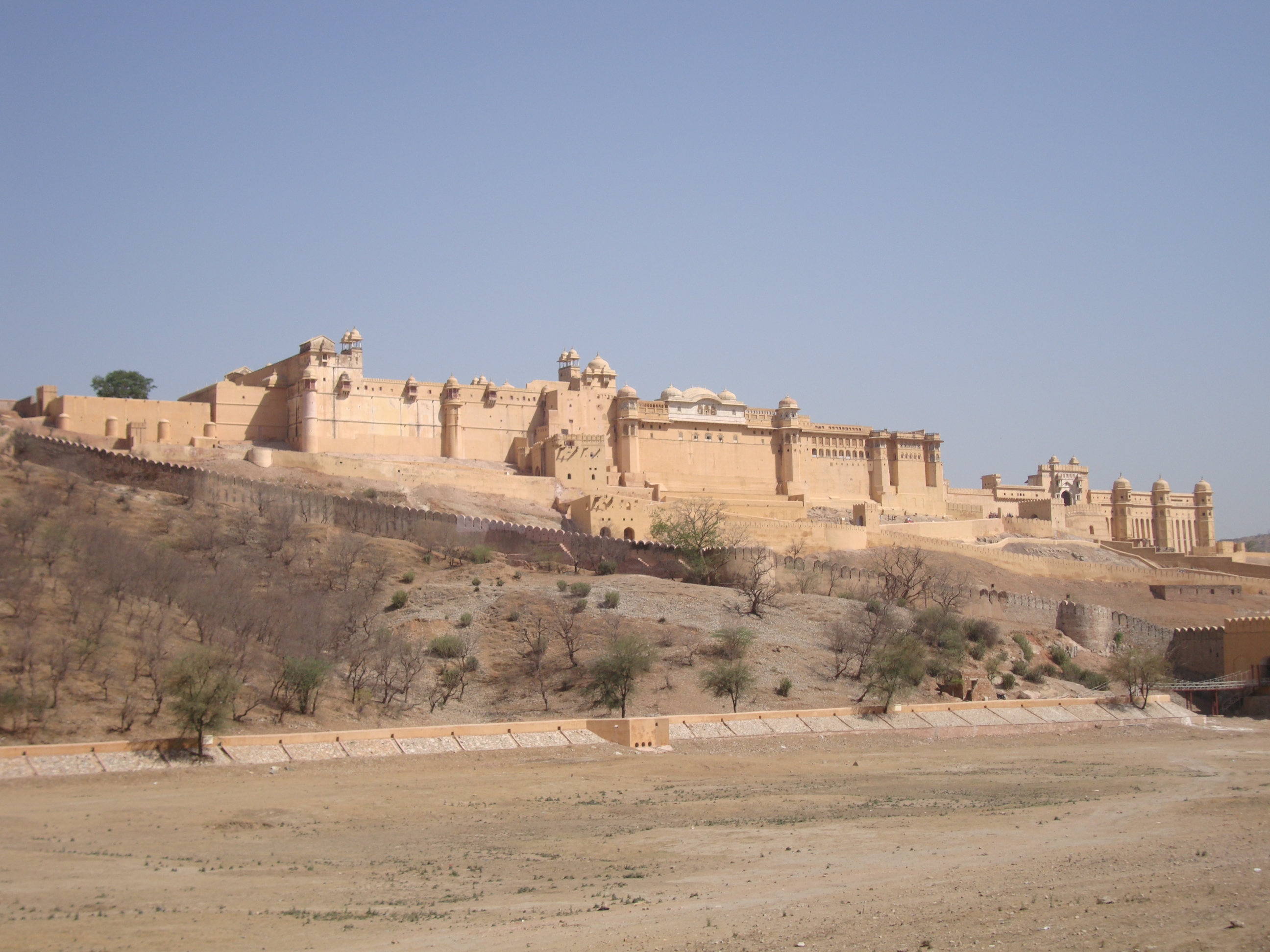
アンベール城遠景
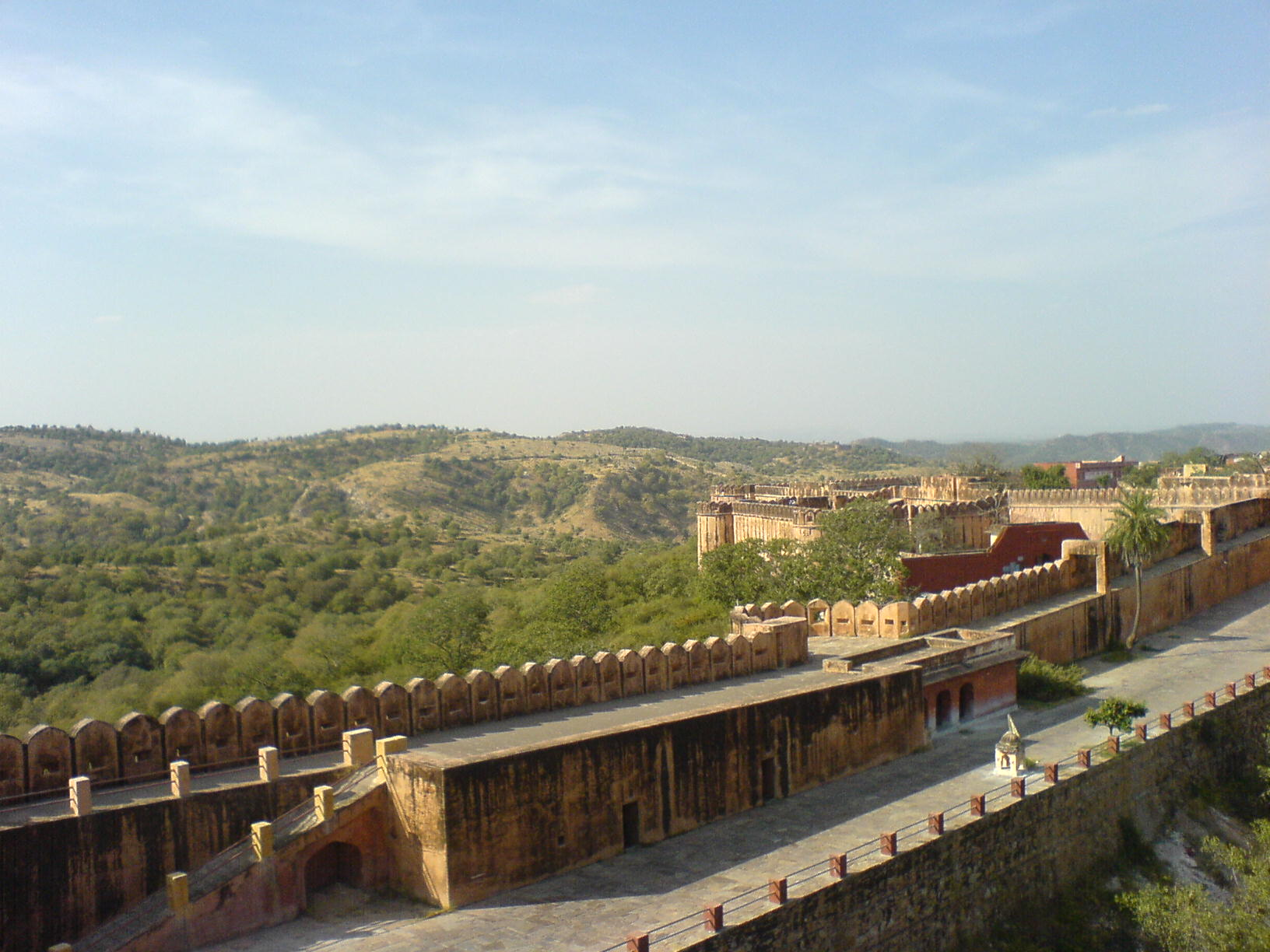
城壁
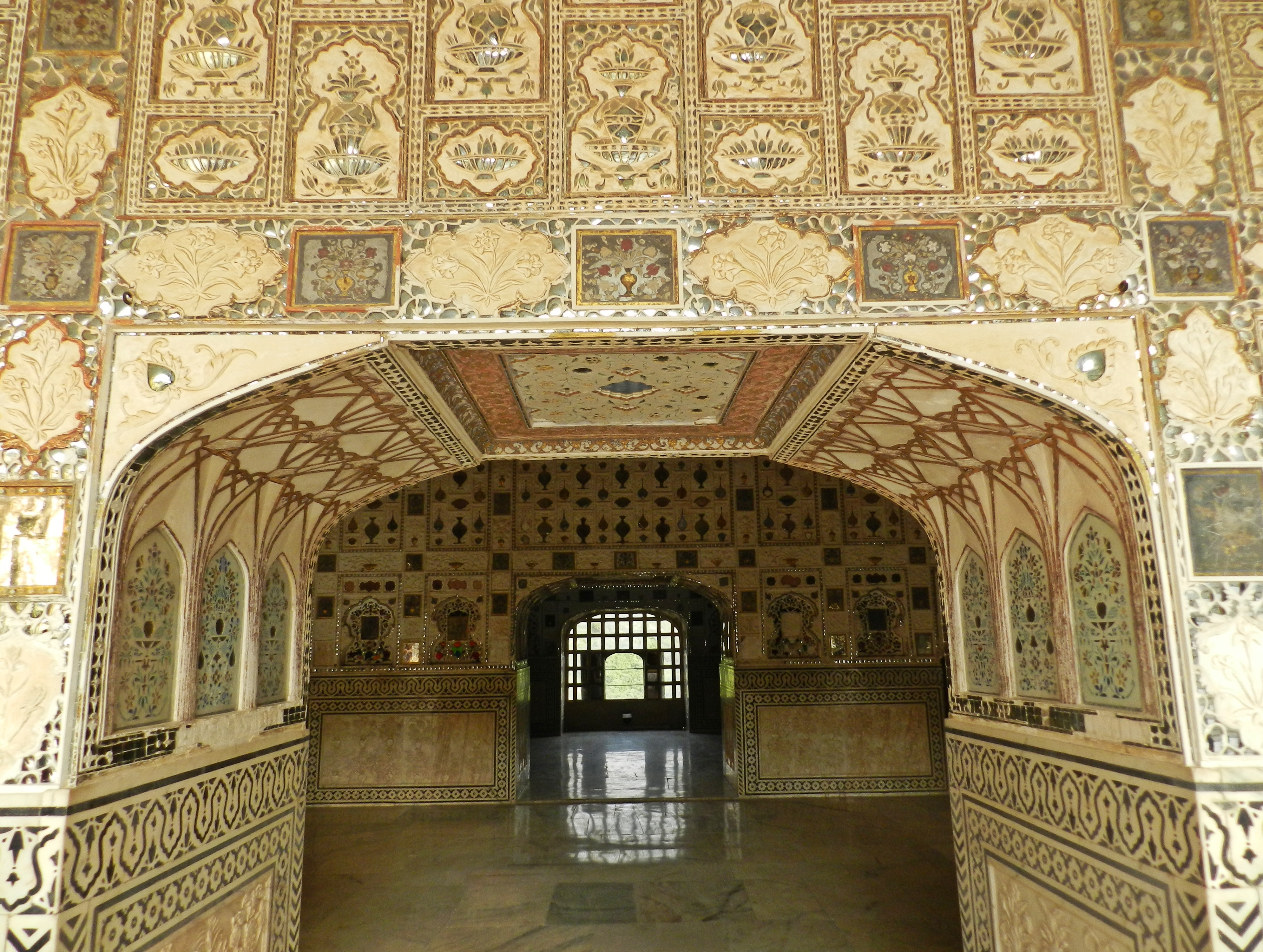
鏡の間（勝利の間）
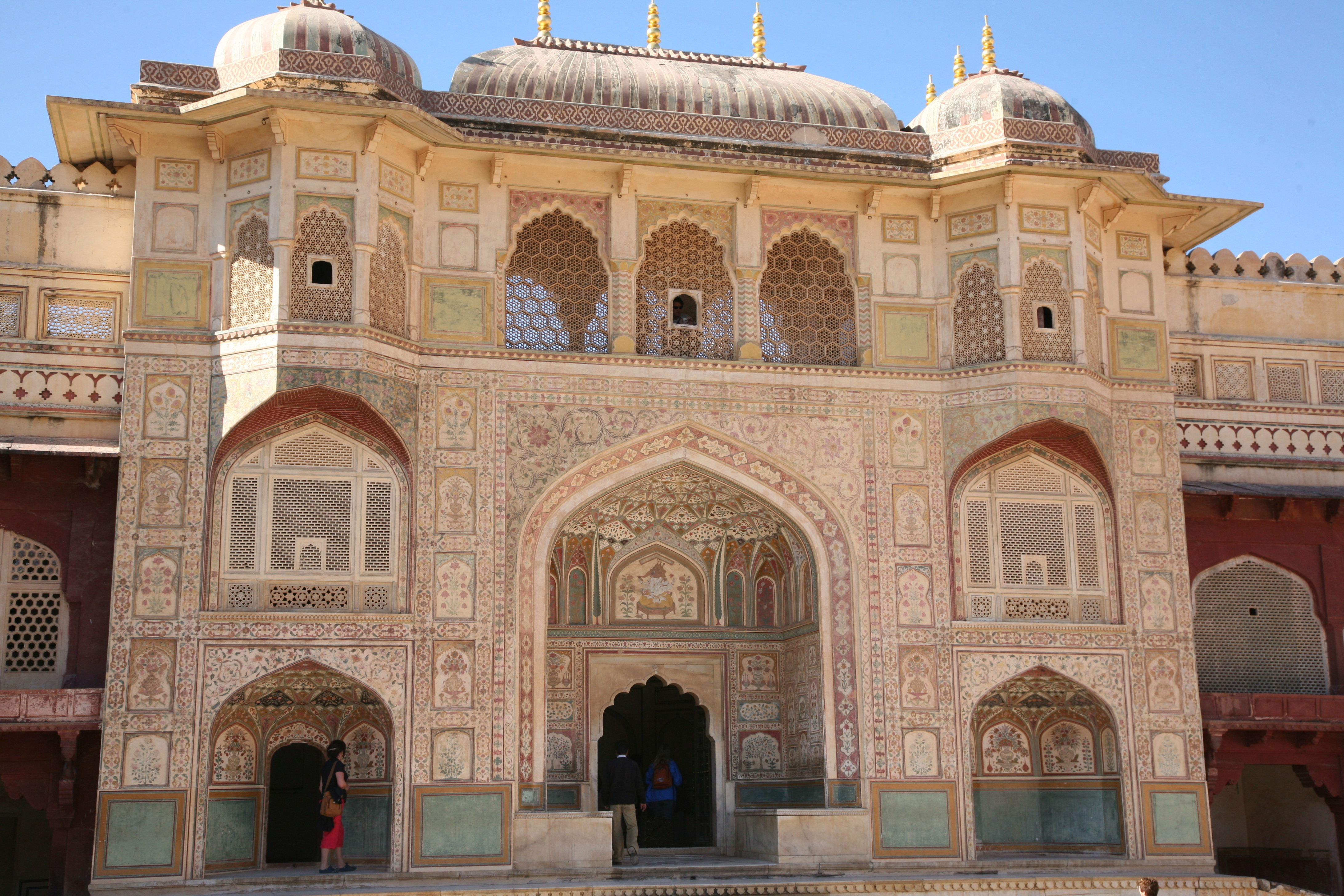
ガネーシャ門
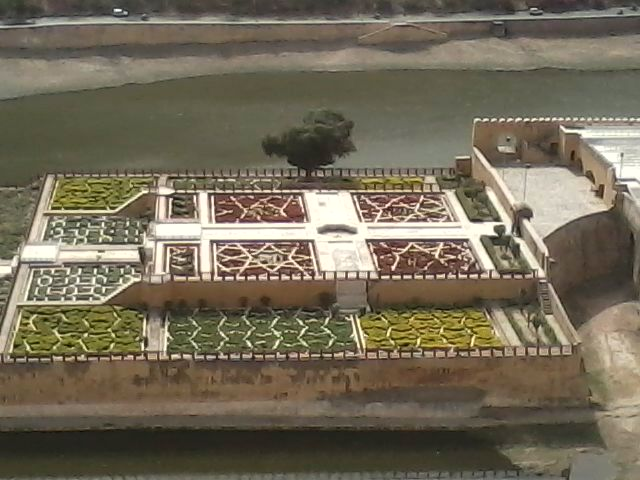
庭園

### ジャイサルメール城
ジャイサルメール城 (Jaisalmer Fort, ID247rev-006) はジャイサルメールに残る黄色い砂岩の城塞で、ジャイサルメールの約8万人の人口のうち、3,000人ほどが今も生活している。ラージャスターンの城塞群の中でも最古の部類に属し、タール砂漠の東西交易路の要衝としての地位を失って没落した結果、かえって古い景観が残された。
構成資産に含まれた理由は、砂漠地帯に発達した丘陵城塞という側面などによる。世界遺産としての登録面積は8 ha、緩衝地域は89 haである。

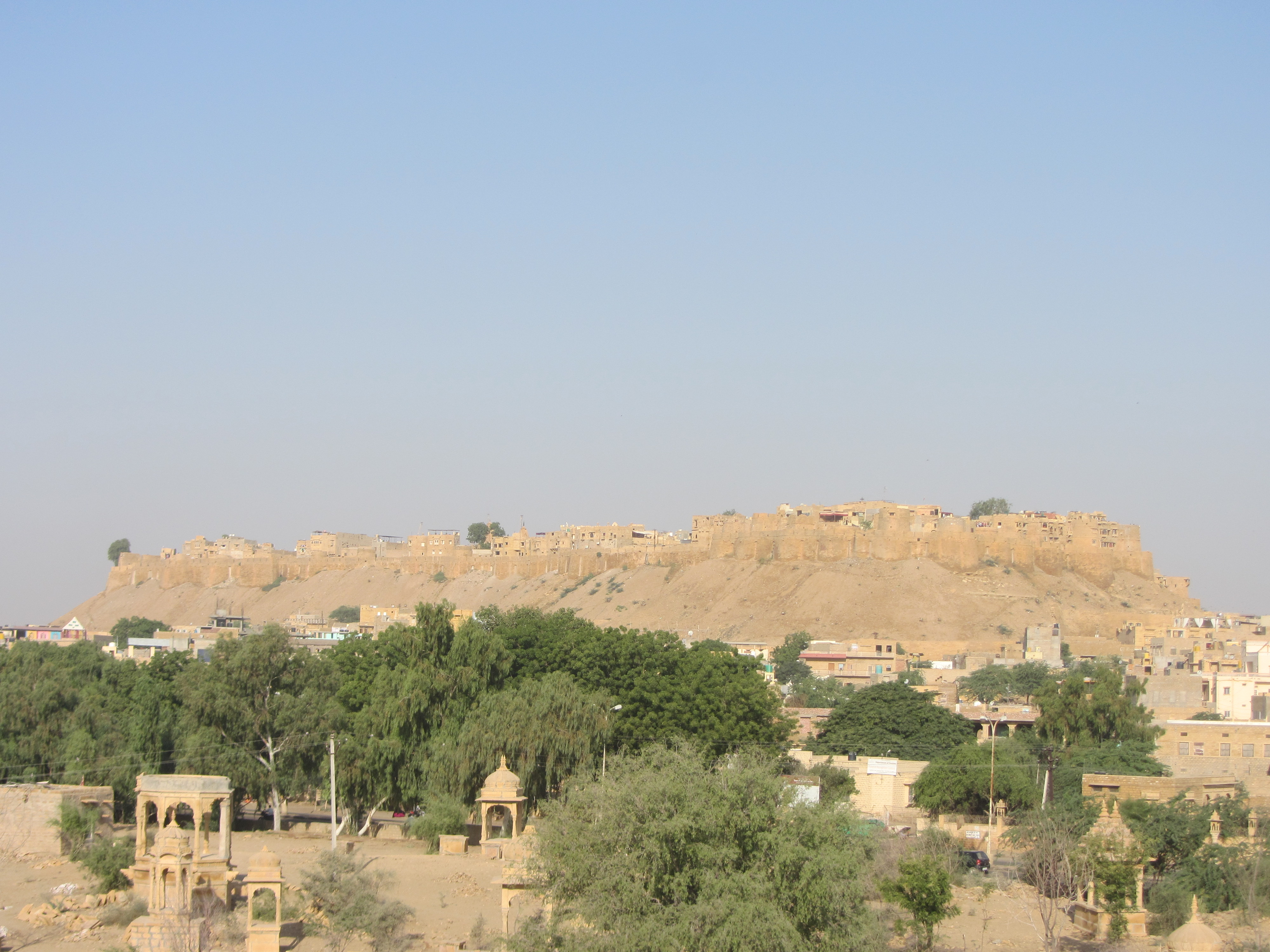
ジャイサルメール城塞遠景
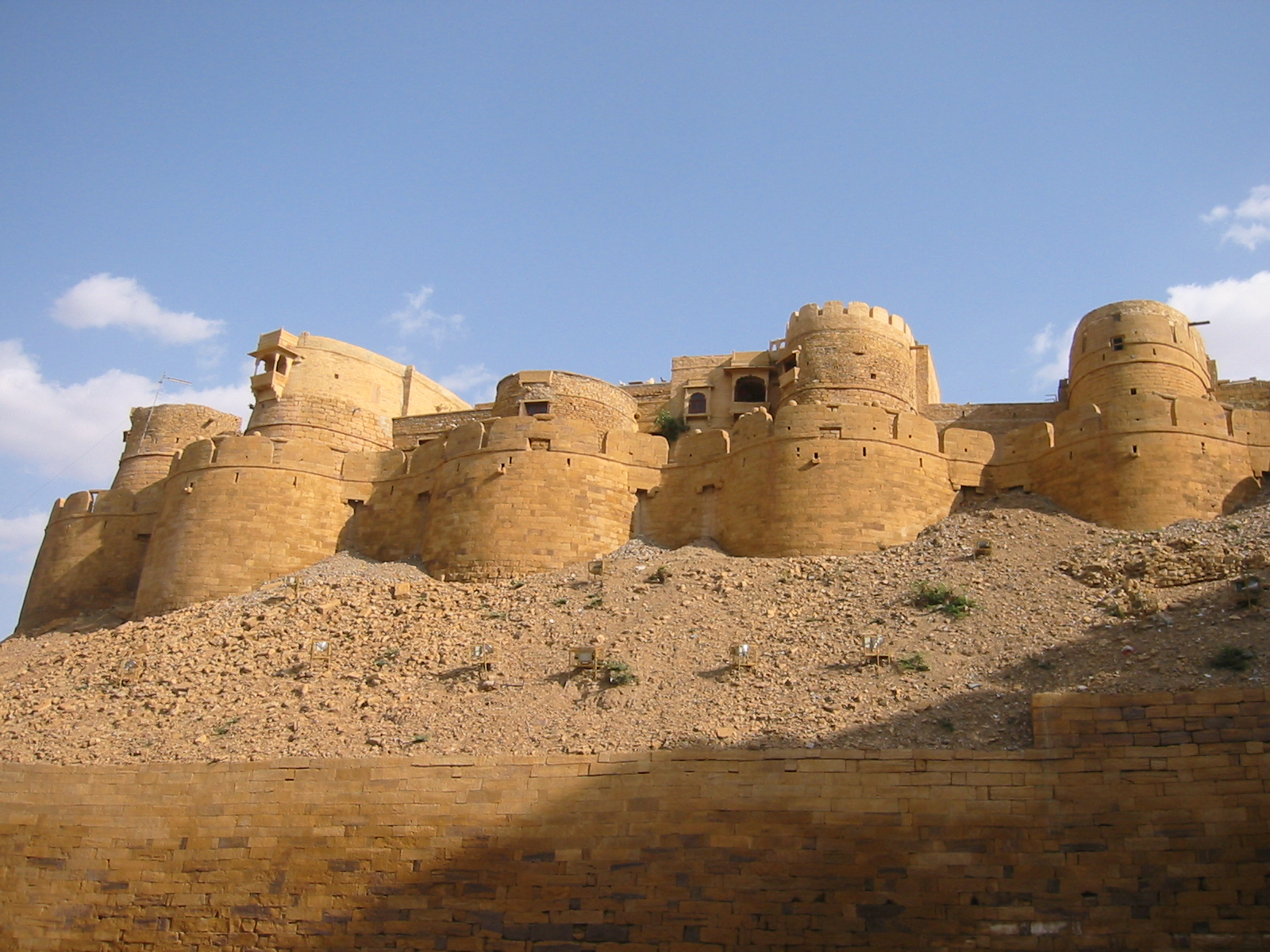
ジャイサルメール城塞外観
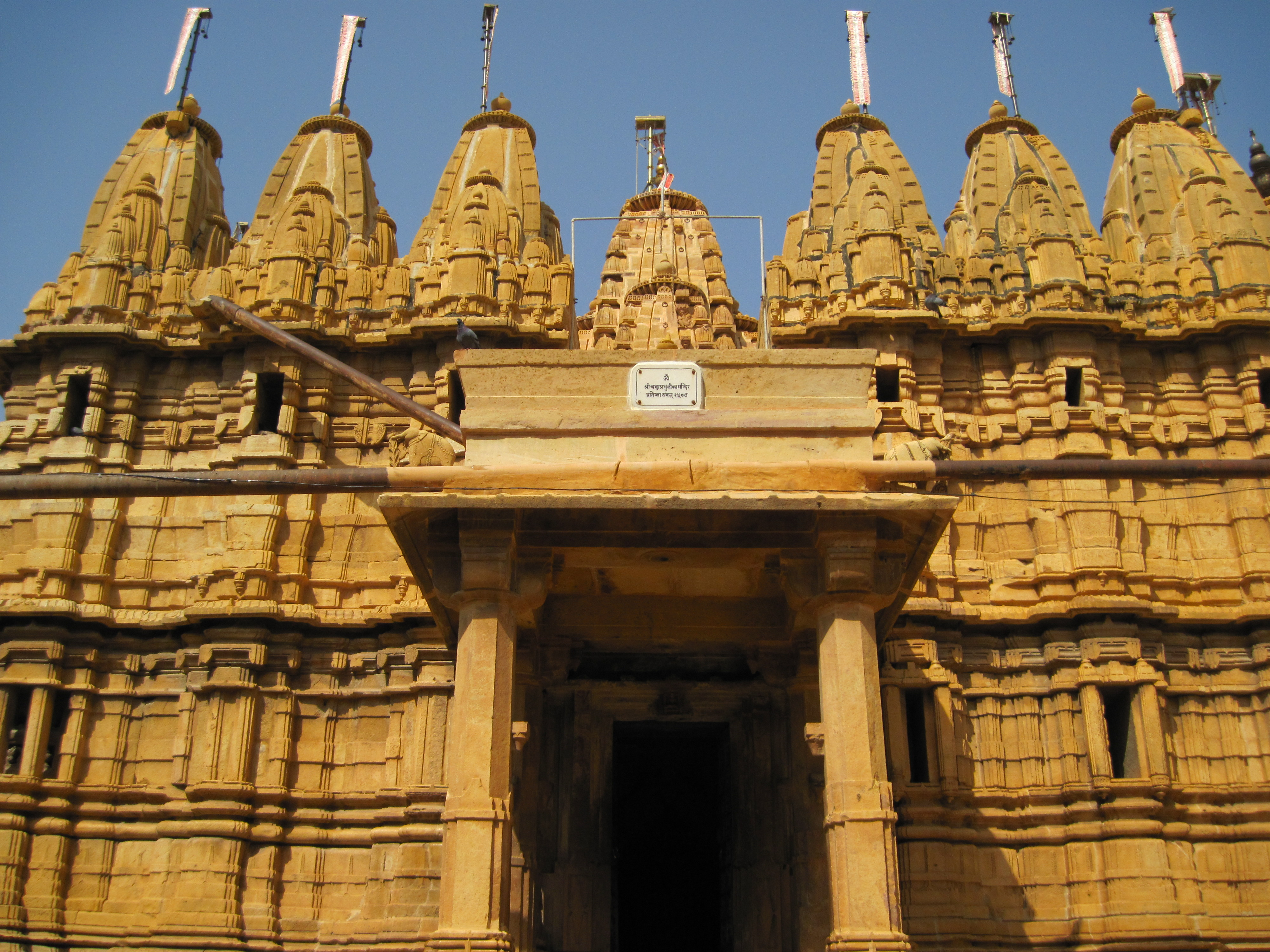
城塞内のジャイナ教寺院

## 登録経緯
この物件の世界遺産の暫定リストへの記載は2010年12月13日のことであった。最初の正式推薦は2011年2月1日になされたが、それに対する文化遺産の諮問機関（国際記念物遺跡会議 / ICOMOS）の評価は「不登録」だったが、第36回世界遺産委員会の審議では「情報照会」決議となった。従来、推薦国が正式に推薦した後は、利害関係の観点から推薦国と諮問機関が接点を持つことは無かったが、この情報照会決議に際しては、諮問機関が助言を目的とするミッションをインドに派遣することが決議された。これは、審査プロセス見直しという点で、この回の委員会における特筆される事柄の一つだった。

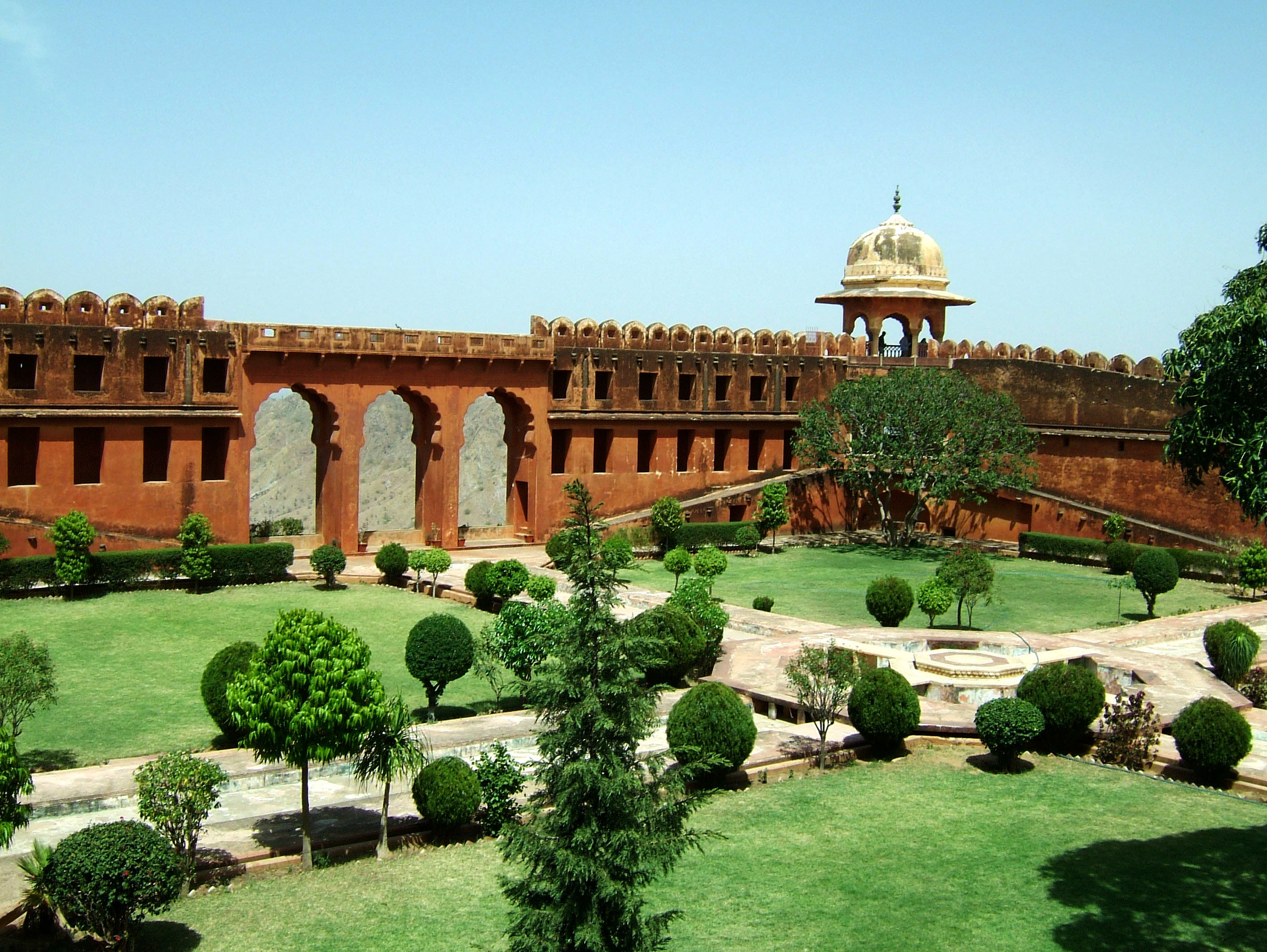
ジャイガール城

それも踏まえた改訂版の推薦書が2013年1月31日に提出され、それに対してはICOMOSは「登録」を勧告した。ICOMOSの勧告には、アンベール城の範囲を変更して、ジャイガール城を含むべきことが盛り込まれており、第37回世界遺産委員会ではそれが論点となった。委員国のうち、カタールとドイツの代表はジャイガール城を実際に訪れたことがあり、所有者のマハラジャが世界遺産とすることに不同意であることを知っているとして、勧告内容は反映させないように提案した。これに多くの委員国も同意したことから、ジャイガール城を除く形での登録となった。
なお、従来、推薦国は委員会審議での発言機会をもたない建前があったが、この物件の審議に関連するインド当局の抗議によって、翌年の第38回世界遺産委員会から、推薦国にも正式な発言の機会を与えることが決定された。

### 登録名
世界遺産としての正式登録名はHill Forts of Rajasthan およびForts de colline du Rajasthan である。その日本語訳は、以下のようにやや揺れが見られる。
- ラージャスターンの丘陵要塞群 - 日本ユネスコ協会連盟[24]
- ラージャスターン州の丘陵要塞群 - 東京文化財研究所[25]
- ラージャスターンの丘陵城塞群 - 地球の歩き方[26]
- ラジャスタンの丘陵城塞群 - 世界遺産検定事務局[27]ほか[28]
- ラジャスタン地方の丘陵城塞群 - 古田陽久・古田真美[29]
- ラジャスタンの丘陵城砦群 - なるほど知図帳[30]

## 登録基準
この世界遺産は世界遺産登録基準のうち、以下の条件を満たし、登録された（以下の基準は世界遺産センター公表の登録基準からの翻訳、引用である）。
- (2) ある期間を通じてまたはある文化圏において、建築、技術、記念碑的芸術、都市計画、景観デザインの発展に関し、人類の価値の重要な交流を示すもの。
- (3) 現存するまたは消滅した文化的伝統または文明の、唯一のまたは少なくとも稀な証拠。